# André Roberson
André Lee Roberson (* 4. Dezember 1991 in Las Cruces, New Mexico) ist ein US-amerikanischer Basketballspieler, der zuletzt in der NBA auf der Position des Small Forwards und Shooting Guards spielte.

## Karriere
Roberson spielte drei Jahre für die University of Colorado Boulder und erzielte in seinem Junior-Jahr mit 10,9 Punkten und 11,2 Rebounds ein Double-Double im Schnitt. In der NBA-Draft 2013 wurde er zunächst von den Minnesota Timberwolves an 26. Stelle ausgewählt und dann zu den Oklahoma City Thunder transferiert. In seinem Rookiejahr pendelte Roberson zwischen den Thunder und den Tulsa 66ers, die zu der Zeit das Farmteam der Thunder in der D-League waren. In seinem zweiten Jahr in der NBA wurde Roberson wegen seiner Verteidigungstärke zum Starter befördert. In der Offensive ist jedoch Roberson limitiert und bringt es nur auf 3,4 Punkte pro Spiel. In der Saison 16/17 kam er bisher mit 6,6 Punkte und 5,1 Rebounds im Schnitt auf seine beste Saison und wurde am Ende der Saison in das NBA All-Defensive Second Team berufen. Die Saison 2018/19 setzte Roberson aufgrund einer schweren Verletzung im linken Knie aus.